# Егм'я
Е́гм'я (ест. Ehmja küla) — село в Естонії, у волості Ляене-Ніґула повіту Ляенемаа.

## Населення
Чисельність населення на 31 грудня 2011 року становила 20 осіб.

## Географія
Від села починається дорога 16159 (Егм'я — Мартна — Куревере). Поруч з селом пролягає шлях 16136 (Таебла — Кулламаа).

## Історія
До 21 жовтня 2017 року село входило до складу волості Мартна.